# والت الكسندر
والت الكسندر (بالإنجليزية: Walt Alexander)‏ هو لاعب كرة قاعدة أمريكي، ولد في 5 مارس 1891 في أتلانتا في الولايات المتحدة، وتوفي في 29 ديسمبر 1978 في فورت وورث في الولايات المتحدة.
1. ↑   https://www.tradingcarddb.com/Person.cfm/pid/72238/. {{استشهاد ويب}}: |url= بحاجة لعنوان (مساعدة) والوسيط |title= غير موجود أو فارغ (من ويكي بيانات) (مساعدة)